# Ixtapan de la Sal (kommun)
Ixtapan de la Sal är en kommun i Mexiko. Den ligger i centrala delen av delstaten Mexiko och cirka 75 km sydväst om huvudstaden Mexico City, och cirka 20 km söder om Toluca. Den administrativa huvudorten i kommunen är Ixtapan de la Sal, med 17 640 invånare år 2010. 
Kommunen hade sammanlagt 33 541 invånare vid folkräkningen 2010 och kommunens area är 111 kvadratkilometer. Ixtapan de la Sal tillhör regionen Valle de Bravo.
Namnet Ixtapan de la Sal kommer från nahuatl och betyder salt bröd. Kommunpresident sedan 2016 är Julio César Sergio Becerril Román från Partido Revolucionario Institucional (PRI).

## Orter
De fem största samhällena i Ixtapan de la Sal var enligt följande vid folkräkningen 2010.
1. Ixtapan de la Sal, 17 640 invånare.
2. Tecomatepec, 1 813 invånare.
3. San Alejo, 1 401 invånare.
4. Ahuacatitlán, 1 387 invånare.
5. Colonia 3 de Mayo, 1 107 invånare.